# Comte d'Angus

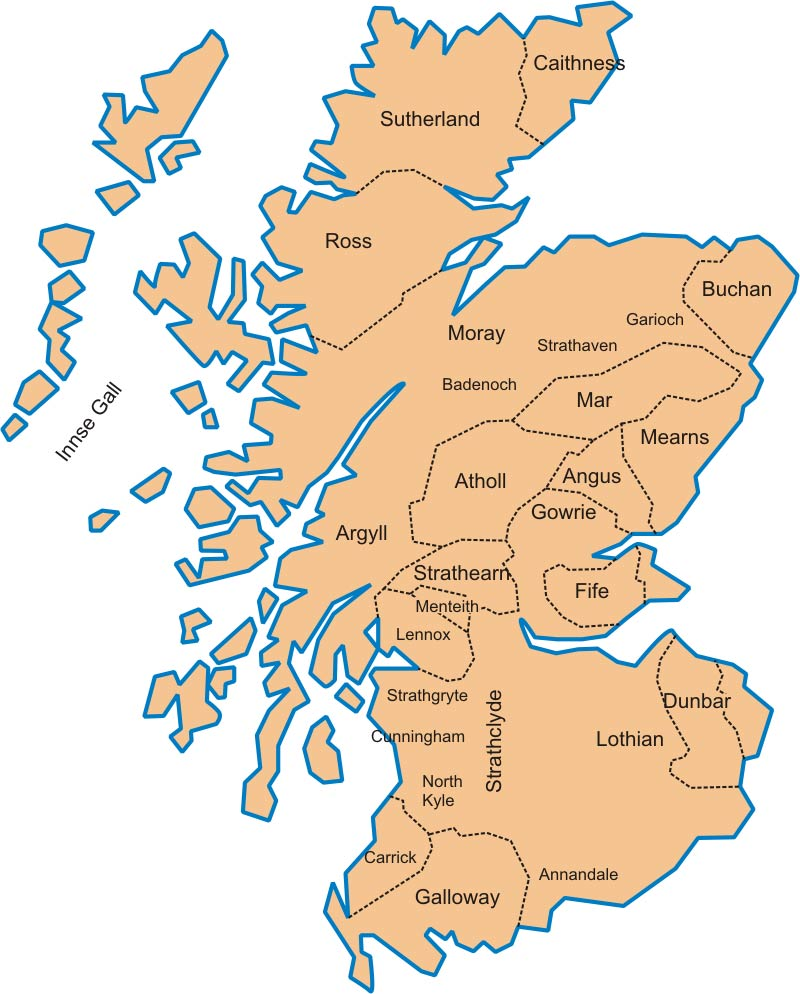
Carte des principales seigneuries d'Écosse vers 1230.

Le titre de comte d'Angus dans la pairie d'Écosse est issu du domaine du mormaer médiéval d'Angus qui correspond à l'une des sept provinces traditionnelles pictes celle d'Eangus et Moerne formée par les fils du mythique roi des Pictes Cruithne mac Cinge.

## Historique
« Eangus ou Angus » correspond à l'actuel Angus (un temps renommé Forfarshire) et « Moerne » désormais nommé « Mearns  » qui est une corruption du gaélique « Maghgherghin » c'est-à-dire la « plaine de Gergin » à l'actuel Kincardineshire.
La dynastie des Mormaer d'Angus a pour origine un certain Dufugan, témoin d'une charte du roi Alexandre Ier d'Écosse vers 1114/115, suivi de quatre générations en ligne masculine jusqu'à ce que l'héritière Matilda épouse successivement trois seigneurs d'origine anglo-normande . Le comté fut confisqué définitivement en 1321 par Robert Ier d'Écosse à l'héritier pour collusion avec les Anglais pendant la première Guerre d'indépendance de l'Écosse. Angus est ensuite attribué aux Stuart (1328/1329) puis aux Douglas en 1397 pour George, un fils illégitime de Margaret Stuart. les Douglas conservèrent le titre de comte puis marquis d'Angus (1663) jusqu'en 1761.
Une ligne cadette des comtes d'Angus issue de Gillebrigte, époux d'Ingeborg, fut comte des Orcades et comte de Caithness à partir de leur fils Magnus (I) († 1239), jusqu'à Magnus (V) Jonsson († 1321).
Le clan Ogilvy, qui descendait en ligne masculine de la famille des anciens mormaer celtiques par Gilbert, un frère de Gillchrist, contrôlait une part importante du comté

## Liste des comtes d'Angus

### Mormaer et comtes
- vers 935 : Dubucan mac Indechtraig (en) ,
- avant 995 : Conchar (en)
- vers 1114/1115 : Dufugan
- avant 1138-1187 : Gillebrigte (en) son fils ;
- 1187-1189 : Adam (en) son fils associé en 1164
- 1189-1207 : Gillchrist (en), son frère ;
- 1207-1225 : Duncan (en), son fils ;
- 1225-1237/1242 : Malcolm (en) († 1242), son fils ;
- 1237-1247 : Matilda (en) sa fille aînée épouse
  - 1237-1242 : John Comyn(† 1242), son premier mari ;
  - 1242-1245 : Gilbert de Umfraville († 1245), son second mari ;
- 1267-1307 : Gilbert de Umfraville (1244?-1307), 7e comte[8], fils des précédents ;
- 1307-1314? : Robert de Umfraville (v.1277-1325), semble être privé de ses terres après avoir combattu du côté anglais à la bataille de Bannockburn de 1314[8].

Gilbert d'Umfraville (1309/10-1381), son fils, est convoqué au parlement anglais sous ce titre.

### Création de 1329
- 1329-1331 : John Stuart de Bonkyl († 1331) ;
- 1331-1361 : Thomas Stuart (v.1330-1361), son fils ;

Thomas Stuart meurt sans descendance mâle en 1361
- 1361-1389 : Margaret Stuart, sa fille.

### Création de 1397
- 1397-1403? : George Douglas (1378x80?-1403?), fils illégitime de Margaret Stuart et de William Douglas ;
- 1403?-1437 : William Douglas (v.1398-1437), fils du précédent ;
- 1437-1446 : James Douglas (v.1415-1446), fils du précédent ;
- 1446-1463 : Georges Douglas (v.1417-1463), frère du précédent, comte de Douglas en 1455 ;
- 1463-1513 : Archibald Douglas (v.1449-1513) « Bell the Cat », fils aîné du précédent ;
- 1513-1557 : Archibald Douglas (v.1489–1557), lord chancelier d'Écosse, petit-fils du précédent, fils de Georges († 1513) ;
- 1557-1557 : David Douglas (en) (v.1515-1557), neveu du précédent, fils de Georges Douglas ;
- 1557-1588 : Archibald Douglas (en) (v.1555-1588), 5e comte de Morton, fils du précédent ;
- 1588-1591 : William Douglas (1532/3-1591), cousin du précédent, arrière-petit-fils d'Archibald « Bell the Cat » ;
- 1591-1611 : William Douglas (en) (v.1554-1611), fils du précédent ;
- 1611-1660 : William Douglas (1589-1660), fils du précédent, 1er marquis de Douglas en 1633.

### Marquis de Douglas (1633)
- 1633-1660 : William Douglas (1589-1660), 11e comte d'Angus ;
- 1660-1700 : James Douglas (v.1646–1700), son petit-fils, fils d'Archibald Douglas († 1655), appelé comte d'Ormonde ;
- 1700-1761 : Archibald Douglas (1694?-1761), fils du précédent, créé duc de Douglas en 1703. Ce titre s'éteint à sa mort.
- 1761-1769 : James George Douglas-Hamilton (1755-1769), 7e duc d'Hamilton et 4e duc de Brandon.

Le titre devient un titre de courtoisie des ducs d'Hamilton. Ils le possèdent toujours de nos jours.

## Sources
- Fitzroy Maclean Highlanders. Histoire des clans d'Écosse Gallimard (Paris 1995)  (ISBN 2724260910).
- (en) William Forbes Skene Celtic Scotland Volume III « Land and People  » (Edinburgh 1886) reprint General Book (USA 2009)  (ISBN 9780217821377).
- (en) John L. Roberts  Lost Kingdoms. Celtic Scotland and the Middle Ages Edinburgh University Press (Edinburgh 1997)  (ISBN 0748609105).